# ロス614
ロス614は、太陽系から13.3光年離れた赤色矮星の連星である。どちらも小さく暗い赤色矮星のため、地球から肉眼で見ることはできない。離心率0.38の楕円軌道で共通重心の周りを16.60年周期で公転している。軌道の測定に基づく質量は、主星が太陽質量の0.2228（±0.0055）倍、伴星が0.1107（±0.0028）倍と計算されている。

## 研究
この恒星はフランク・エルモア・ロスが1927年に作成した固有運動の大きい天体のリストに記載された。1930年代には天体写真の分析から不可視の伴星を持つ連星系だと判明した。1955年には伴星の像を初めて分離観測したという研究が公表され、以降は実視連星として研究されている。
ロス614は、長年、主星と伴星の間隔が過小に測定されていた。これは連星系としての総質量の過小評価を招き、特に伴星ロス614Bは褐色矮星並みの質量と赤色矮星並みの光度を持つ特異な天体かもしれないとして注目された。だが観測記録を包括的に再分析した2003年の研究では質量が上方修正され、ロス614Bはプロキシマ・ケンタウリとウォルフ359の中間の光度を持つ通常の赤色矮星と結論付けられた。